# Eleições legislativas portuguesas de 2019 nos Açores
| Eleições legislativas portuguesas de 2019 Distritos: Aveiro \| Beja \| Braga \| Bragança \| Castelo Branco \| Coimbra \| Évora \| Faro \| Guarda \| Leiria \| Lisboa \| Portalegre \| Porto \| Santarém \| Setúbal \| Viana do Castelo \| Vila Real \| Viseu \| Açores \| Madeira \| Estrangeiro |

## Resultados por concelho
Os resultados nos concelhos da Região Autónoma dos Açores foram os seguintes:

### Angra do Heroísmo
| Partido                 | Partido                              | Votos  | %               | +/-  |
| ----------------------- | ------------------------------------ | ------ | --------------- | ---- |
|                         | Partido Socialista                   | 5 570  | 40,14 / 100,00  | 1,42 |
|                         | Partido Social Democrata             | 4 323  | 31,15 / 100,00  | 1,65 |
|                         | Bloco de Esquerda                    | 1 065  | 7,67 / 100,00   | 0,56 |
|                         | CDS – Partido Popular                | 869    | 6,26 / 100,00   | -    |
|                         | Pessoas–Animais–Natureza             | 289    | 2,08 / 100,00   | 1,38 |
|                         | CDU - Coligação Democrática Unitária | 237    | 1,71 / 100,00   | 0,45 |
|                         | Outros (com menos de 1,00%)          | 643    | 4,64 / 100,00   |      |
| Votos Inválidos         | Votos Inválidos                      | 882    | 6,36 / 100,00   | 1,55 |
| Total                   | Total                                | 13 878 | 100,00 / 100,00 |      |
| Eleitorado/Participação | Eleitorado/Participação              | 33 299 | 41,68 / 100,00  | 2,34 |

| Freguesia                          | %     | %     | %     | %    | %    | %    | Votantes |
| Freguesia                          | PS    | PSD   | BE    | CDS  | PAN  | CDU  | Votantes |
| ---------------------------------- | ----- | ----- | ----- | ---- | ---- | ---- | -------- |
| Altares                            | 46,18 | 29,75 | 3,40  | 9,07 | 0,28 | 0,57 | 353      |
| Angra (Nossa Senhora da Conceição) | 39,11 | 26,54 | 9,06  | 6,51 | 3,22 | 2,63 | 1 368    |
| Angra (Santa Luzia)                | 40,04 | 28,05 | 10,93 | 4,74 | 3,09 | 1,74 | 1 034    |
| Angra (São Pedro)                  | 35,97 | 31,44 | 8,74  | 6,57 | 2,55 | 1,91 | 1 568    |
| Angra (Sé)                         | 27,45 | 39,73 | 8,25  | 7,87 | 2,69 | 2,50 | 521      |
| Cinco Ribeiras                     | 31,67 | 41,35 | 5,57  | 7,92 | 0,29 | 2,93 | 341      |
| Doze Ribeiras                      | 45,80 | 31,93 | 5,88  | 2,52 | 1,26 | 0,84 | 238      |
| Feteira                            | 37,60 | 35,30 | 8,54  | 5,91 | 2,46 | 0,82 | 609      |
| Porto Judeu                        | 41,02 | 34,83 | 5,95  | 7,16 | 1,09 | 1,46 | 824      |
| Posto Santo                        | 45,91 | 28,85 | 6,73  | 4,57 | 0,72 | 1,92 | 416      |
| Raminho                            | 40,09 | 42,40 | 3,23  | 5,53 | 0,46 | 0,46 | 217      |
| Ribeirinha                         | 40,75 | 39,65 | 4,05  | 6,07 | 0,64 | 0,64 | 1 087    |
| Santa Bárbara                      | 43,65 | 28,91 | 6,26  | 9,39 | 1,84 | 1,29 | 543      |
| São Bartolomeu dos Regatos         | 33,52 | 35,89 | 7,96  | 5,45 | 2,79 | 0,84 | 716      |
| São Bento                          | 42,28 | 27,31 | 9,10  | 4,55 | 2,63 | 1,80 | 835      |
| São Mateus da Calheta              | 44,31 | 22,76 | 9,43  | 6,50 | 2,11 | 3,09 | 1 230    |
| Serreta                            | 45,66 | 30,00 | 4,44  | 8,33 | 1,67 | 1,11 | 180      |
| Terra Chã                          | 42,75 | 29,80 | 7,89  | 3,41 | 2,82 | 1,66 | 1 027    |
| Vila de São Sebastião              | 45,40 | 28,66 | 6,61  | 9,34 | 1,17 | 1,04 | 771      |
| Angra do Heroísmo                  | 40,14 | 31,15 | 7,67  | 6,26 | 2,08 | 1,71 | 13 878   |

### Calheta
| Partido                 | Partido                                         | Votos | %               | +/-   |
| ----------------------- | ----------------------------------------------- | ----- | --------------- | ----- |
|                         | Partido Socialista                              | 503   | 36,08 / 100,00  | 5,50  |
|                         | Partido Social Democrata                        | 469   | 33,64 / 100,00  | 14,92 |
|                         | CDS – Partido Popular                           | 137   | 9,83 / 100,00   | -     |
|                         | Bloco de Esquerda                               | 78    | 5,60 / 100,00   | 0,08  |
|                         | CDU - Coligação Democrática Unitária            | 40    | 2,87 / 100,00   | 0,95  |
|                         | Pessoas–Animais–Natureza                        | 27    | 1,94 / 100,00   | 1,58  |
|                         | Partido Comunista dos Trabalhadores Portugueses | 16    | 1,15 / 100,00   | 0,85  |
|                         | Outros (com menos de 1,00%)                     | 39    | 2,80 / 100,00   |       |
| Votos Inválidos         | Votos Inválidos                                 | 85    | 6,10 / 100,00   | 1,18  |
| Total                   | Total                                           | 1 394 | 100,00 / 100,00 |       |
| Eleitorado/Participação | Eleitorado/Participação                         | 3 716 | 37,51 / 100,00  | 8,20  |

| Freguesia                       | %     | %     | %     | %    | %    | %    | %    | Votantes |
| Freguesia                       | PS    | PSD   | CDS   | BE   | CDU  | PAN  | PCTP | Votantes |
| ------------------------------- | ----- | ----- | ----- | ---- | ---- | ---- | ---- | -------- |
| Calheta                         | 42,86 | 23,81 | 9,09  | 5,19 | 4,33 | 2,81 | 0,43 | 462      |
| Norte Pequeno                   | 35,90 | 40,17 | 8,55  | 2,56 | 3,42 | 0    | 0    | 117      |
| Ribeira Seca                    | 27,79 | 39,48 | 14,29 | 7,27 | 2,08 | 2,34 | 1,04 | 385      |
| Santo Antão                     | 31,02 | 39,59 | 7,35  | 6,94 | 0    | 0,82 | 3,67 | 245      |
| Topo (Nossa Senhora do Rosário) | 43,24 | 34,05 | 6,49  | 3,24 | 4,32 | 1,62 | 0,54 | 185      |
| Calheta                         | 36,08 | 33,64 | 9,83  | 5,60 | 2,87 | 1,94 | 1,15 | 1 394    |

### Corvo
| Partido                 | Partido                              | Votos | %               | +/-  |
| ----------------------- | ------------------------------------ | ----- | --------------- | ---- |
|                         | Partido Socialista                   | 85    | 48,30 / 100,00  | 8,31 |
|                         | Partido Popular Monárquico           | 64    | 36,36 / 100,00  | -    |
|                         | CDU - Coligação Democrática Unitária | 7     | 3,98 / 100,00   | 3,92 |
|                         | Bloco de Esquerda                    | 5     | 2,84 / 100,00   | 1,25 |
|                         | CDS – Partido Popular                | 3     | 1,70 / 100,00   | -    |
|                         | Outros (com menos de 1,00%)          | 3     | 1,70 / 100,00   |      |
| Votos Inválidos         | Votos Inválidos                      | 9     | 5,12 / 100,00   | 1,76 |
| Total                   | Total                                | 176   | 100,00 / 100,00 |      |
| Eleitorado/Participação | Eleitorado/Participação              | 328   | 53,66 / 100,00  | 2,26 |

| Freguesia | %     | %     | %    | %    | %    | Votantes |
| Freguesia | PS    | PPM   | CDU  | BE   | CDS  | Votantes |
| --------- | ----- | ----- | ---- | ---- | ---- | -------- |
| Corvo     | 48,30 | 36,36 | 3,98 | 2,84 | 1,70 | 176      |
| Corvo     | 48,30 | 36,36 | 3,98 | 2,84 | 1,70 | 176      |

### Horta
| Partido                 | Partido                              | Votos  | %               | +/-  |
| ----------------------- | ------------------------------------ | ------ | --------------- | ---- |
|                         | Partido Socialista                   | 2 118  | 37,07 / 100,00  | 0,35 |
|                         | Partido Social Democrata             | 1 898  | 33,22 / 100,00  | 3,76 |
|                         | Bloco de Esquerda                    | 439    | 7,68 / 100,00   | 0,25 |
|                         | CDS – Partido Popular                | 297    | 5,20 / 100,00   | -    |
|                         | CDU - Coligação Democrática Unitária | 235    | 4,11 / 100,00   | 0,40 |
|                         | Pessoas–Animais–Natureza             | 130    | 2,28 / 100,00   | 1,50 |
|                         | Outros (com menos de 1,00%)          | 242    | 4,24 / 100,00   |      |
| Votos Inválidos         | Votos Inválidos                      | 354    | 6,20 / 100,00   | 0,22 |
| Total                   | Total                                | 5 713  | 100,00 / 100,00 |      |
| Eleitorado/Participação | Eleitorado/Participação              | 13 042 | 43,80 / 100,00  | 4,16 |

| Freguesia           | %     | %     | %     | %     | %    | %    | Votantes |
| Freguesia           | PS    | PSD   | BE    | CDS   | CDU  | PAN  | Votantes |
| ------------------- | ----- | ----- | ----- | ----- | ---- | ---- | -------- |
| Capelo              | 38,50 | 31,50 | 7,50  | 5,00  | 4,00 | 1,00 | 200      |
| Castelo Branco      | 44,49 | 29,45 | 6,14  | 7,63  | 1,27 | 1,69 | 472      |
| Cedros              | 25,81 | 47,89 | 3,47  | 7,94  | 2,98 | 1,49 | 403      |
| Feteira             | 42,00 | 26,83 | 8,17  | 4,67  | 2,83 | 2,67 | 600      |
| Flamengos           | 42,88 | 32,08 | 7,20  | 3,26  | 2,40 | 1,54 | 583      |
| Horta (Angústias)   | 38,36 | 31,03 | 7,97  | 3,04  | 6,18 | 3,14 | 954      |
| Horta (Conceição)   | 39,49 | 31,85 | 6,79  | 5,10  | 4,46 | 2,55 | 471      |
| Horta (Matriz)      | 31,48 | 33,13 | 11,21 | 4,94  | 5,97 | 3,60 | 972      |
| Pedro Miguel        | 36,26 | 37,02 | 7,25  | 5,34  | 5,34 | 0,76 | 262      |
| Praia do Almoxarife | 42,49 | 31,73 | 8,22  | 1,42  | 4,82 | 1,70 | 353      |
| Praia do Norte      | 21,32 | 41,18 | 5,15  | 16,91 | 1,47 | 0,74 | 136      |
| Ribeirinha          | 36,65 | 31,06 | 7,45  | 6,21  | 3,73 | 0    | 161      |
| Salão               | 23,29 | 49,32 | 4,11  | 13,01 | 0,68 | 2,05 | 146      |
| Horta               | 37,07 | 33,22 | 7,68  | 5,20  | 4,11 | 2,28 | 5 713    |

### Lagoa
| Partido                 | Partido                              | Votos  | %               | +/-   |
| ----------------------- | ------------------------------------ | ------ | --------------- | ----- |
|                         | Partido Socialista                   | 1 994  | 47,85 / 100,00  | 2,82  |
|                         | Partido Social Democrata             | 922    | 22,13 / 100,00  | 10,35 |
|                         | Bloco de Esquerda                    | 367    | 8,81 / 100,00   | 0,15  |
|                         | CDS – Partido Popular                | 160    | 3,84 / 100,00   | -     |
|                         | Pessoas–Animais–Natureza             | 147    | 3,53 / 100,00   | 2,53  |
|                         | CDU - Coligação Democrática Unitária | 77     | 1,85 / 100,00   | 0,30  |
|                         | Outros (com menos de 1,00%)          | 246    | 5,90 / 100,00   |       |
| Votos Inválidos         | Votos Inválidos                      | 254    | 6,10 / 100,00   | 1,10  |
| Total                   | Total                                | 4 167  | 100,00 / 100,00 |       |
| Eleitorado/Participação | Eleitorado/Participação              | 12 899 | 32,30 / 100,00  | 5,00  |

| Freguesia                        | %     | %     | %     | %    | %    | %    | Votantes |
| Freguesia                        | PS    | PSD   | BE    | CDS  | PAN  | CDU  | Votantes |
| -------------------------------- | ----- | ----- | ----- | ---- | ---- | ---- | -------- |
| Água de Pau                      | 56,98 | 19,36 | 5,95  | 3,32 | 2,77 | 0,97 | 723      |
| Cabouco                          | 46,22 | 20,21 | 8,44  | 5,10 | 5,80 | 2,28 | 569      |
| Lagoa (Nossa Senhora do Rosário) | 43,53 | 23,90 | 11,42 | 4,04 | 3,22 | 1,99 | 1 707    |
| Lagoa (Santa Cruz)               | 49,17 | 22,34 | 7,41  | 3,22 | 3,41 | 2,05 | 1 025    |
| Ribeira Chã                      | 50,35 | 20,98 | 3,50  | 3,50 | 2,80 | 1,40 | 143      |
| Lagoa                            | 47,85 | 22,13 | 8,81  | 3,84 | 3,53 | 1,85 | 4 167    |

### Lajes das Flores
| Partido                 | Partido                              | Votos | %               | +/-   |
| ----------------------- | ------------------------------------ | ----- | --------------- | ----- |
|                         | Partido Socialista                   | 255   | 43,07 / 100,00  | 6,66  |
|                         | Partido Social Democrata             | 132   | 22,30 / 100,00  | 16,72 |
|                         | Bloco de Esquerda                    | 44    | 7,43 / 100,00   | 0,67  |
|                         | CDU - Coligação Democrática Unitária | 32    | 5,41 / 100,00   | 2,95  |
|                         | CDS – Partido Popular                | 20    | 3,38 / 100,00   | -     |
|                         | Pessoas–Animais–Natureza             | 14    | 2,36 / 100,00   | 0,67  |
|                         | Outros (com menos de 1,00%)          | 23    | 3,89 / 100,00   |       |
| Votos Inválidos         | Votos Inválidos                      | 72    | 12,16 / 100,00  | 4,78  |
| Total                   | Total                                | 592   | 100,00 / 100,00 |       |
| Eleitorado/Participação | Eleitorado/Participação              | 1 295 | 45,71 / 100,00  | 5,19  |

| Freguesia        | %     | %     | %     | %    | %    | %    | Votantes |
| Freguesia        | PS    | PSD   | BE    | CDU  | CDS  | PAN  | Votantes |
| ---------------- | ----- | ----- | ----- | ---- | ---- | ---- | -------- |
| Fajã Grande      | 38,14 | 21,65 | 7,22  | 8,25 | 5,15 | 2,06 | 97       |
| Fajãzinha        | 37,21 | 30,23 | 9,30  | 6,98 | 0    | 2,33 | 43       |
| Fazenda          | 58,59 | 18,18 | 5,05  | 2,02 | 5,05 | 0    | 99       |
| Lajedo           | 29,79 | 38,30 | 4,26  | 4,26 | 4,26 | 2,13 | 47       |
| Lajes das Flores | 43,20 | 21,36 | 7,77  | 5,34 | 1,94 | 3,40 | 206      |
| Lomba            | 41,98 | 19,75 | 8,64  | 6,17 | 3,70 | 3,70 | 81       |
| Mosteiro         | 36,84 | 10,53 | 15,79 | 5,26 | 5,26 | 0    | 19       |
| Lajes das Flores | 43,07 | 22,30 | 7,43  | 5,41 | 3,38 | 2,36 | 592      |

### Lajes do Pico
| Partido                 | Partido                              | Votos | %               | +/-  |
| ----------------------- | ------------------------------------ | ----- | --------------- | ---- |
|                         | Partido Socialista                   | 724   | 38,88 / 100,00  | 2,12 |
|                         | Partido Social Democrata             | 712   | 38,24 / 100,00  | 4,53 |
|                         | Bloco de Esquerda                    | 115   | 6,18 / 100,00   | 2,73 |
|                         | CDS – Partido Popular                | 50    | 2,69 / 100,00   | -    |
|                         | Pessoas–Animais–Natureza             | 40    | 2,15 / 100,00   | 1,88 |
|                         | CDU - Coligação Democrática Unitária | 39    | 2,09 / 100,00   | 0,45 |
|                         | Outros (com menos de 1,00%)          | 57    | 3,07 / 100,00   |      |
| Votos Inválidos         | Votos Inválidos                      | 125   | 6,71 / 100,00   | 1,39 |
| Total                   | Total                                | 1 862 | 100,00 / 100,00 |      |
| Eleitorado/Participação | Eleitorado/Participação              | 4 479 | 41,57 / 100,00  | 7,28 |

| Freguesia          | %     | %     | %    | %    | %    | %    | Votantes |
| Freguesia          | PS    | PSD   | BE   | CDS  | PAN  | CDU  | Votantes |
| ------------------ | ----- | ----- | ---- | ---- | ---- | ---- | -------- |
| Calheta de Nesquim | 37,14 | 42,86 | 1,90 | 2,86 | 0,95 | 0    | 105      |
| Lajes do Pico      | 36,93 | 34,38 | 7,81 | 2,70 | 3,55 | 2,84 | 704      |
| Piedade            | 37,58 | 45,54 | 3,50 | 3,18 | 2,23 | 1,27 | 314      |
| Ribeiras           | 42,03 | 39,01 | 6,04 | 2,47 | 0,82 | 1,92 | 364      |
| Ribeirinha         | 48,31 | 35,39 | 5,62 | 1,69 | 0,56 | 0    | 178      |
| São João           | 34,52 | 39,09 | 7,61 | 3,05 | 1,52 | 4,06 | 197      |
| Lajes do Pico      | 38,88 | 38,24 | 6,18 | 2,69 | 2,15 | 2,09 | 1 862    |

### Madalena
| Partido                 | Partido                              | Votos | %               | +/-  |
| ----------------------- | ------------------------------------ | ----- | --------------- | ---- |
|                         | Partido Social Democrata             | 979   | 42,20 / 100,00  | 4,44 |
|                         | Partido Socialista                   | 790   | 34,05 / 100,00  | 1,44 |
|                         | Bloco de Esquerda                    | 98    | 4,22 / 100,00   | 0,02 |
|                         | CDS – Partido Popular                | 64    | 2,76 / 100,00   | -    |
|                         | CDU - Coligação Democrática Unitária | 49    | 2,11 / 100,00   | 0,37 |
|                         | Pessoas–Animais–Natureza             | 48    | 2,07 / 100,00   | 1,34 |
|                         | Outros (com menos de 1,00%)          | 87    | 3,74 / 100,00   |      |
| Votos Inválidos         | Votos Inválidos                      | 205   | 8,84 / 100,00   | 2,96 |
| Total                   | Total                                | 2 320 | 100,00 / 100,00 |      |
| Eleitorado/Participação | Eleitorado/Participação              | 5 911 | 39,25 / 100,00  | 6,75 |

| Freguesia     | %     | %     | %    | %    | %    | %    | Votantes |
| Freguesia     | PSD   | PS    | BE   | CDS  | CDU  | PAN  | Votantes |
| ------------- | ----- | ----- | ---- | ---- | ---- | ---- | -------- |
| Bandeiras     | 33,01 | 44,50 | 4,78 | 3,35 | 0,96 | 2,87 | 209      |
| Candelária    | 31,32 | 45,69 | 2,59 | 3,16 | 3,16 | 1,15 | 348      |
| Criação Velha | 47,21 | 29,51 | 1,97 | 1,97 | 0,98 | 0,66 | 305      |
| Madalena      | 43,22 | 29,96 | 5,74 | 2,82 | 2,92 | 3,24 | 958      |
| São Caetano   | 52,20 | 31,71 | 2,93 | 2,93 | 0    | 0,49 | 205      |
| São Mateus    | 46,10 | 32,54 | 4,07 | 2,37 | 1,69 | 1,36 | 295      |
| Madalena      | 42,20 | 34,05 | 4,22 | 2,76 | 2,11 | 2,07 | 2 320    |

### Nordeste
| Partido                 | Partido                              | Votos | %               | +/-  |
| ----------------------- | ------------------------------------ | ----- | --------------- | ---- |
|                         | Partido Socialista                   | 916   | 40,33 / 100,00  | 2,46 |
|                         | Partido Social Democrata             | 847   | 37,30 / 100,00  | 1,24 |
|                         | Bloco de Esquerda                    | 109   | 4,80 / 100,00   | 1,24 |
|                         | CDS – Partido Popular                | 74    | 3,26 / 100,00   | -    |
|                         | Pessoas–Animais–Natureza             | 49    | 2,16 / 100,00   | 1,42 |
|                         | CDU - Coligação Democrática Unitária | 32    | 1,41 / 100,00   | 0,27 |
|                         | Outros (com menos de 1,00%)          | 102   | 4,49 / 100,00   |      |
| Votos Inválidos         | Votos Inválidos                      | 142   | 6,25 / 100,00   | 0,64 |
| Total                   | Total                                | 2 271 | 100,00 / 100,00 |      |
| Eleitorado/Participação | Eleitorado/Participação              | 4 800 | 47,31 / 100,00  | 5,61 |

| Freguesia                    | %     | %     | %    | %    | %    | %    | Votantes |
| Freguesia                    | PS    | PSD   | BE   | CDS  | PAN  | CDU  | Votantes |
| ---------------------------- | ----- | ----- | ---- | ---- | ---- | ---- | -------- |
| Achada                       | 51,34 | 33,04 | 2,23 | 1,79 | 3,13 | 1,34 | 224      |
| Achadinha                    | 56,13 | 28,30 | 0,94 | 3,77 | 1,89 | 0,94 | 212      |
| Algarvia                     | 28,78 | 44,60 | 5,04 | 7,91 | 2,16 | 1,44 | 139      |
| Lomba da Fazenda             | 32,57 | 47,84 | 5,60 | 2,04 | 1,27 | 2,04 | 393      |
| Nordeste                     | 33,45 | 40,00 | 5,52 | 3,45 | 2,07 | 1,55 | 580      |
| Salga                        | 45,62 | 28,11 | 7,83 | 1,84 | 1,38 | 0,92 | 217      |
| Santana                      | 41,63 | 32,06 | 4,78 | 3,35 | 4,31 | 1,44 | 209      |
| Santo António de Nordestinho | 33,53 | 41,32 | 7,19 | 3,59 | 2,99 | 1,20 | 167      |
| São Pedro de Nordestinho     | 60,00 | 26,15 | 1,54 | 4,62 | 0,77 | 0,77 | 130      |
| Nordeste                     | 40,33 | 37,30 | 4,80 | 3,26 | 2,16 | 1,41 | 2 271    |

### Ponta Delgada
| Partido                 | Partido                              | Votos  | %               | +/-  |
| ----------------------- | ------------------------------------ | ------ | --------------- | ---- |
|                         | Partido Socialista                   | 8 669  | 38,43 / 100,00  | 0,12 |
|                         | Partido Social Democrata             | 6 473  | 28,70 / 100,00  | 7,19 |
|                         | Bloco de Esquerda                    | 2 240  | 9,93 / 100,00   | 0,35 |
|                         | CDS – Partido Popular                | 900    | 3,99 / 100,00   | -    |
|                         | Pessoas–Animais–Natureza             | 789    | 3,50 / 100,00   | 2,17 |
|                         | CDU - Coligação Democrática Unitária | 533    | 2,36 / 100,00   | 0,67 |
|                         | LIVRE                                | 305    | 1,35 / 100,00   | 0,88 |
|                         | Aliança                              | 300    | 1,33 / 100,00   | Novo |
|                         | Iniciativa Liberal                   | 236    | 1,05 / 100,00   | Novo |
|                         | Outros (com menos de 1,00%)          | 840    | 3,72 / 100,00   |      |
| Votos Inválidos         | Votos Inválidos                      | 1 271  | 5,63 / 100,00   | 1,45 |
| Total                   | Total                                | 22 566 | 100,00 / 100,00 |      |
| Eleitorado/Participação | Eleitorado/Participação              | 64 946 | 34,73 / 100,00  | 4,44 |

| Freguesia                     | %     | %     | %     | %    | %    | %    | %    | %    | %    | Votantes |
| Freguesia                     | PS    | PSD   | BE    | CDS  | PAN  | CDU  | L    | A    | IL   | Votantes |
| ----------------------------- | ----- | ----- | ----- | ---- | ---- | ---- | ---- | ---- | ---- | -------- |
| Ajuda da Bretanha             | 45,63 | 24,27 | 9,71  | 4,85 | 2,43 | 2,91 | 0,49 | 0,49 | 0    | 206      |
| Arrifes                       | 48,00 | 20,89 | 10,45 | 3,93 | 2,76 | 1,94 | 0,82 | 0,94 | 0,53 | 1 704    |
| Candelária                    | 44,56 | 29,47 | 8,07  | 4,91 | 3,51 | 1,40 | 0,35 | 0,35 | 0,35 | 285      |
| Capelas                       | 50,04 | 20,93 | 8,10  | 3,93 | 3,23 | 2,05 | 0,87 | 0,94 | 0,24 | 1 271    |
| Covoada                       | 46,41 | 23,20 | 7,18  | 6,35 | 3,04 | 3,59 | 0,28 | 0,28 | 0,28 | 362      |
| Fajã de Baixo                 | 35,65 | 29,86 | 10,43 | 4,42 | 3,74 | 2,58 | 1,05 | 1,90 | 0,95 | 1 899    |
| Fajã de Cima                  | 41,73 | 26,03 | 9,91  | 3,69 | 4,43 | 1,58 | 1,26 | 1,16 | 1,79 | 949      |
| Fenais da Luz                 | 32,87 | 28,50 | 10,14 | 5,24 | 4,20 | 4,20 | 1,75 | 1,57 | 1,40 | 572      |
| Feteiras                      | 58,21 | 17,01 | 7,16  | 3,58 | 2,09 | 1,49 | 0,90 | 0    | 0,60 | 335      |
| Ginetes                       | 50,26 | 23,28 | 7,14  | 4,76 | 1,85 | 1,85 | 0,26 | 1,32 | 0,53 | 378      |
| Mosteiros                     | 35,80 | 42,61 | 5,11  | 5,68 | 1,42 | 2,27 | 0,57 | 0,28 | 0,57 | 352      |
| Pilar da Bretanha             | 42,65 | 24,51 | 6,86  | 8,82 | 2,94 | 1,96 | 1,47 | 0,49 | 0,49 | 204      |
| Ponta Delgada (São José)      | 32,58 | 31,76 | 11,54 | 4,38 | 3,56 | 2,65 | 1,91 | 1,69 | 1,48 | 2 305    |
| Ponta Delgada (São Pedro)     | 32,05 | 33,39 | 11,52 | 3,27 | 3,78 | 2,75 | 2,13 | 1,51 | 1,55 | 2 908    |
| Ponta Delgada (São Sebastião) | 28,48 | 37,78 | 10,05 | 3,76 | 3,52 | 2,43 | 1,68 | 1,62 | 1,68 | 1 731    |
| Relva                         | 34,09 | 30,88 | 9,84  | 4,15 | 4,56 | 3,21 | 0,83 | 1,66 | 0,83 | 965      |
| Remédios                      | 50,00 | 17,09 | 9,18  | 7,28 | 1,27 | 1,90 | 1,58 | 0,63 | 0    | 316      |
| Rosto do Cão (Livramento)     | 32,59 | 32,12 | 10,34 | 3,58 | 4,46 | 2,23 | 1,76 | 2,10 | 0,88 | 1 479    |
| Rosto do Cão (São Roque)      | 40,17 | 25,09 | 11,08 | 2,49 | 3,62 | 2,03 | 0,90 | 1,21 | 1,43 | 1 327    |
| Santa Bárbara                 | 53,23 | 18,06 | 7,10  | 2,26 | 4,52 | 0,97 | 0    | 0,32 | 0    | 310      |
| Santa Clara                   | 40,04 | 28,23 | 10,01 | 2,93 | 3,02 | 2,55 | 1,98 | 1,13 | 1,23 | 1 059    |
| Santo António                 | 47,44 | 25,04 | 5,82  | 5,47 | 2,82 | 1,23 | 0,88 | 0,53 | 0,35 | 567      |
| São Vicente Ferreira          | 32,73 | 31,06 | 10,79 | 4,32 | 3,72 | 2,28 | 1,56 | 1,56 | 0,96 | 834      |
| Sete Cidades                  | 66,39 | 15,97 | 2,94  | 1,68 | 2,10 | 1,26 | 0,42 | 0,42 | 0,42 | 238      |
| Ponta Delgada                 | 38,43 | 28,70 | 9,93  | 3,99 | 3,50 | 2,36 | 1,35 | 1,33 | 1,05 | 22 556   |

### Povoação
| Partido                 | Partido                              | Votos | %               | +/-  |
| ----------------------- | ------------------------------------ | ----- | --------------- | ---- |
|                         | Partido Socialista                   | 1 001 | 44,79 / 100,00  | 3,07 |
|                         | Partido Social Democrata             | 537   | 24,03 / 100,00  | 9,00 |
|                         | Bloco de Esquerda                    | 161   | 7,20 / 100,00   | 1,61 |
|                         | CDS – Partido Popular                | 96    | 4,30 / 100,00   | -    |
|                         | Pessoas–Animais–Natureza             | 78    | 3,49 / 100,00   | 2,85 |
|                         | CDU - Coligação Democrática Unitária | 27    | 1,21 / 100,00   | 0,03 |
|                         | Outros (com menos de 1,00%)          | 107   | 4,78 / 100,00   |      |
| Votos Inválidos         | Votos Inválidos                      | 228   | 10,21 / 100,00  | 3,08 |
| Total                   | Total                                | 2 235 | 100,00 / 100,00 |      |
| Eleitorado/Participação | Eleitorado/Participação              | 6 428 | 34,77 / 100,00  | 6,63 |

| Freguesia                  | %     | %     | %     | %    | %    | %    | Votantes |
| Freguesia                  | PS    | PSD   | BE    | CDS  | PAN  | CDU  | Votantes |
| -------------------------- | ----- | ----- | ----- | ---- | ---- | ---- | -------- |
| Água Retorta               | 57,37 | 20,53 | 0,53  | 3,16 | 2,11 | 0,53 | 190      |
| Faial da Terra             | 50,81 | 25,81 | 1,61  | 3,23 | 0,81 | 1,61 | 124      |
| Furnas                     | 40,64 | 17,93 | 10,76 | 4,18 | 6,57 | 1,99 | 502      |
| Nossa Senhora dos Remédios | 37,60 | 35,20 | 5,07  | 4,80 | 1,33 | 0,80 | 375      |
| Povoação                   | 47,40 | 23,95 | 6,84  | 4,82 | 2,92 | 1,44 | 789      |
| Ribeira Quente             | 43,14 | 21,57 | 12,16 | 3,53 | 4,71 | 0,78 | 255      |
| Povoação                   | 44,79 | 24,03 | 7,20  | 4,30 | 3,49 | 1,21 | 2 235    |

### Ribeira Grande
| Partido                 | Partido                              | Votos  | %               | +/-  |
| ----------------------- | ------------------------------------ | ------ | --------------- | ---- |
|                         | Partido Socialista                   | 3 263  | 36,83 / 100,00  | 2,28 |
|                         | Partido Social Democrata             | 2 995  | 33,80 / 100,00  | 4,52 |
|                         | Bloco de Esquerda                    | 859    | 9,70 / 100,00   | 0,76 |
|                         | CDS – Partido Popular                | 291    | 3,28 / 100,00   | -    |
|                         | Pessoas–Animais–Natureza             | 243    | 2,74 / 100,00   | 1,87 |
|                         | CDU - Coligação Democrática Unitária | 157    | 1,77 / 100,00   | 0,32 |
|                         | Outros (com menos de 1,00%)          | 513    | 5,77 / 100,00   |      |
| Votos Inválidos         | Votos Inválidos                      | 539    | 6,09 / 100,00   | 1,68 |
| Total                   | Total                                | 8 860  | 100,00 / 100,00 |      |
| Eleitorado/Participação | Eleitorado/Participação              | 28 305 | 31,30 / 100,00  | 4,75 |

| Freguesia                  | %     | %     | %     | %    | %    | %    | Votantes |
| Freguesia                  | PS    | PSD   | BE    | CDS  | PAN  | CDU  | Votantes |
| -------------------------- | ----- | ----- | ----- | ---- | ---- | ---- | -------- |
| Calhetas                   | 39,37 | 26,38 | 8,66  | 5,12 | 3,94 | 0,39 | 254      |
| Fenais da Ajuda            | 33,00 | 38,94 | 3,30  | 8,25 | 2,64 | 3,30 | 303      |
| Lomba da Maia              | 42,42 | 32,23 | 4,96  | 5,23 | 2,20 | 1,65 | 363      |
| Lomba de São Pedro         | 48,23 | 36,88 | 3,55  | 0,71 | 0,71 | 0,71 | 141      |
| Maia                       | 53,04 | 21,43 | 6,38  | 3,95 | 1,82 | 1,82 | 658      |
| Pico da Pedra              | 37,81 | 24,76 | 13,54 | 3,00 | 3,76 | 2,61 | 1 034    |
| Porto Formoso              | 56,40 | 18,28 | 4,96  | 4,44 | 2,87 | 1,83 | 383      |
| Rabo de Peixe              | 25,14 | 45,96 | 13,56 | 2,23 | 1,59 | 0,95 | 1 571    |
| Ribeira Grande (Conceição) | 38,88 | 26,46 | 12,63 | 2,27 | 3,78 | 2,38 | 926      |
| Ribeira Grande (Matriz)    | 37,02 | 33,82 | 9,21  | 2,03 | 3,88 | 1,74 | 1 032    |
| Ribeira Seca               | 30,97 | 42,40 | 7,43  | 2,86 | 3,09 | 2,06 | 875      |
| Ribeirinha                 | 32,43 | 44,19 | 8,45  | 4,07 | 2,26 | 0,75 | 663      |
| Santa Bárbara              | 44,83 | 21,92 | 9,61  | 4,93 | 2,22 | 1,97 | 406      |
| São Brás                   | 31,87 | 41,83 | 7,17  | 3,98 | 1,20 | 2,79 | 251      |
| Ribeira Grande             | 36,83 | 33,80 | 9,70  | 3,28 | 2,74 | 1,77 | 8 860    |

### Santa Cruz da Graciosa
| Partido                 | Partido                     | Votos | %               | +/-  |
| ----------------------- | --------------------------- | ----- | --------------- | ---- |
|                         | Partido Socialista          | 955   | 51,48 / 100,00  | 1,73 |
|                         | Partido Social Democrata    | 580   | 31,27 / 100,00  | 6,36 |
|                         | Bloco de Esquerda           | 60    | 3,23 / 100,00   | 0,47 |
|                         | CDS – Partido Popular       | 40    | 2,16 / 100,00   | -    |
|                         | Outros (com menos de 1,00%) | 88    | 4,76 / 100,00   |      |
| Votos Inválidos         | Votos Inválidos             | 132   | 7,12 / 100,00   | 2,16 |
| Total                   | Total                       | 1 855 | 100,00 / 100,00 |      |
| Eleitorado/Participação | Eleitorado/Participação     | 4 018 | 46,17 / 100,00  | 1,38 |

| Freguesia              | %     | %     | %    | %    | Votantes |
| Freguesia              | PS    | PSD   | BE   | CDS  | Votantes |
| ---------------------- | ----- | ----- | ---- | ---- | -------- |
| Guadalupe              | 36,69 | 47,00 | 3,36 | 1,20 | 417      |
| Luz                    | 55,84 | 27,01 | 1,46 | 1,46 | 274      |
| Santa Cruz da Graciosa | 54,39 | 25,78 | 4,32 | 3,24 | 741      |
| São Mateus             | 58,16 | 28,13 | 2,36 | 1,65 | 423      |
| Santa Cruz da Graciosa | 51,48 | 31,27 | 3,23 | 2,16 | 1 855    |

### Santa Cruz das Flores
| Partido                 | Partido                                         | Votos | %               | +/-  |
| ----------------------- | ----------------------------------------------- | ----- | --------------- | ---- |
|                         | Partido Socialista                              | 339   | 43,30 / 100,00  | 0,93 |
|                         | Partido Social Democrata                        | 158   | 20,18 / 100,00  | 8,82 |
|                         | CDU - Coligação Democrática Unitária            | 73    | 9,32 / 100,00   | 4,62 |
|                         | Bloco de Esquerda                               | 42    | 5,36 / 100,00   | 0,66 |
|                         | CDS – Partido Popular                           | 34    | 4,34 / 100,00   | -    |
|                         | Pessoas–Animais–Natureza                        | 18    | 2,30 / 100,00   | 1,52 |
|                         | CHEGA!                                          | 18    | 2,30 / 100,00   | Novo |
|                         | Partido Comunista dos Trabalhadores Portugueses | 10    | 1,28 / 100,00   | 0,27 |
|                         | Outros (com menos de 1,00%)                     | 22    | 2,82 / 100,00   |      |
| Votos Inválidos         | Votos Inválidos                                 | 69    | 8,82 / 100,00   | 2,77 |
| Total                   | Total                                           | 783   | 100,00 / 100,00 |      |
| Eleitorado/Participação | Eleitorado/Participação                         | 1 865 | 41,98 / 100,00  | 4,55 |

| Freguesia             | %     | %     | %     | %    | %     | %    | %    | %    | Votantes |
| Freguesia             | PS    | PSD   | CDU   | BE   | CDS   | PAN  | CH   | PCTP | Votantes |
| --------------------- | ----- | ----- | ----- | ---- | ----- | ---- | ---- | ---- | -------- |
| Caveira               | 37,14 | 0     | 11,43 | 2,86 | 11,43 | 5,71 | 2,86 | 2,86 | 35       |
| Cedros                | 37,21 | 11,63 | 23,26 | 2,33 | 9,30  | 0    | 2,33 | 4,65 | 43       |
| Ponta Delgada         | 35,54 | 29,75 | 6,61  | 4,96 | 5,79  | 0,83 | 3,31 | 0,83 | 121      |
| Santa Cruz das Flores | 45,72 | 20,03 | 8,73  | 5,82 | 3,25  | 2,57 | 2,05 | 1,03 | 584      |
| Santa Cruz das Flores | 43,30 | 20,18 | 9,32  | 5,36 | 4,34  | 2,30 | 2,30 | 1,28 | 783      |

### São Roque do Pico
| Partido                 | Partido                              | Votos | %               | +/-  |
| ----------------------- | ------------------------------------ | ----- | --------------- | ---- |
|                         | Partido Socialista                   | 526   | 41,81 / 100,00  | 0,27 |
|                         | Partido Social Democrata             | 397   | 31,56 / 100,00  | 7,15 |
|                         | Bloco de Esquerda                    | 77    | 6,12 / 100,00   | 0,61 |
|                         | CDS – Partido Popular                | 50    | 3,97 / 100,00   | -    |
|                         | Pessoas–Animais–Natureza             | 31    | 2,46 / 100,00   | 1,84 |
|                         | CDU - Coligação Democrática Unitária | 22    | 1,75 / 100,00   | 0,66 |
|                         | CHEGA!                               | 13    | 1,03 / 100,00   | Novo |
|                         | Outros (com menos de 1,00%)          | 47    | 3,65 / 100,00   |      |
| Votos Inválidos         | Votos Inválidos                      | 95    | 7,55 / 100,00   | 2,72 |
| Total                   | Total                                | 1 258 | 100,00 / 100,00 |      |
| Eleitorado/Participação | Eleitorado/Participação              | 3 242 | 38,80 / 100,00  | 6,55 |

| Freguesia         | %     | %     | %    | %    | %    | %    | Votantes |
| Freguesia         | PS    | PSD   | BE   | CDS  | PAN  | CDU  | Votantes |
| ----------------- | ----- | ----- | ---- | ---- | ---- | ---- | -------- |
| Prainha           | 51,01 | 28,79 | 4,55 | 4,04 | 1,52 | 1,52 | 198      |
| Santa Luzia       | 34,42 | 37,01 | 6,49 | 3,90 | 3,25 | 1,30 | 154      |
| Santo Amaro       | 49,32 | 33,78 | 5,41 | 1,35 | 0,68 | 0,68 | 148      |
| Santo António     | 50,94 | 21,51 | 3,77 | 3,40 | 3,40 | 3,02 | 265      |
| São Roque do Pico | 33,27 | 35,70 | 8,11 | 5,07 | 2,64 | 1,62 | 493      |
| São Roque do Pico | 41,81 | 31,56 | 6,12 | 3,97 | 2,46 | 1,75 | 1 258    |

### Velas
| Partido                 | Partido                                         | Votos | %               | +/-   |
| ----------------------- | ----------------------------------------------- | ----- | --------------- | ----- |
|                         | Partido Socialista                              | 730   | 34,48 / 100,00  | 0,07  |
|                         | Partido Social Democrata                        | 461   | 21,78 / 100,00  | 11,42 |
|                         | CDS – Partido Popular                           | 359   | 16,96 / 100,00  | -     |
|                         | CDU - Coligação Democrática Unitária            | 273   | 12,90 / 100,00  | 10,73 |
|                         | Bloco de Esquerda                               | 75    | 3,54 / 100,00   | 1,83  |
|                         | Pessoas–Animais–Natureza                        | 36    | 1,70 / 100,00   | 0,97  |
|                         | Partido Comunista dos Trabalhadores Portugueses | 30    | 1,42 / 100,00   | 0,86  |
|                         | Aliança                                         | 24    | 1,13 / 100,00   | Novo  |
|                         | Outros (com menos de 1,00%)                     | 32    | 4,44 / 100,00   |       |
| Votos Inválidos         | Votos Inválidos                                 | 97    | 4,58 / 100,00   | 0,57  |
| Total                   | Total                                           | 2 117 | 100,00 / 100,00 |       |
| Eleitorado/Participação | Eleitorado/Participação                         | 4 983 | 42,48 / 100,00  | 3,48  |

| Freguesia    | %     | %     | %     | %     | %    | %    | %    | %    | Votantes |
| Freguesia    | PS    | PSD   | CDS   | CDU   | BE   | PAN  | PCTP | A    | Votantes |
| ------------ | ----- | ----- | ----- | ----- | ---- | ---- | ---- | ---- | -------- |
| Manadas      | 30,82 | 30,82 | 18,24 | 8,18  | 3,77 | 1,89 | 0,63 | 0    | 159      |
| Norte Grande | 33,73 | 23,29 | 20,88 | 12,45 | 2,81 | 0,80 | 0,40 | 0,80 | 249      |
| Rosais       | 37,94 | 12,25 | 28,85 | 9,09  | 2,77 | 0,79 | 1,98 | 1,19 | 253      |
| Santo Amaro  | 31,38 | 18,15 | 20,00 | 17,54 | 3,38 | 0,92 | 2,77 | 2,46 | 325      |
| Urzelina     | 27,96 | 23,66 | 13,98 | 17,74 | 2,42 | 2,96 | 2,15 | 0    | 372      |
| Velas        | 38,87 | 23,19 | 11,59 | 10,94 | 4,61 | 1,98 | 0,79 | 1,45 | 759      |
| Velas        | 34,48 | 21,78 | 16,96 | 12,90 | 3,54 | 1,70 | 1,42 | 1,13 | 2 117    |

### Vila da Praia da Vitória
| Partido                 | Partido                              | Votos  | %               | +/-  |
| ----------------------- | ------------------------------------ | ------ | --------------- | ---- |
|                         | Partido Socialista                   | 2 830  | 42,97 / 100,00  | 0,30 |
|                         | Partido Social Democrata             | 2 031  | 30,84 / 100,00  | 4,15 |
|                         | Bloco de Esquerda                    | 439    | 6,67 / 100,00   | 0,08 |
|                         | CDS – Partido Popular                | 376    | 5,71 / 100,00   | -    |
|                         | Pessoas–Animais–Natureza             | 113    | 1,72 / 100,00   | 1,20 |
|                         | CDU - Coligação Democrática Unitária | 98     | 1,49 / 100,00   | 0,07 |
|                         | CHEGA!                               | 71     | 1,08 / 100,00   | Novo |
|                         | Outros (com menos de 1,00%)          | 219    | 3,32 / 100,00   |      |
| Votos Inválidos         | Votos Inválidos                      | 409    | 6,21 / 100,00   | 0,63 |
| Total                   | Total                                | 6 586  | 100,00 / 100,00 |      |
| Eleitorado/Participação | Eleitorado/Participação              | 19 308 | 34,11 / 100,00  | 6,70 |

| Freguesia                     | %     | %     | %     | %     | %    | %    | %    | Votantes |
| Freguesia                     | PS    | PSD   | BE    | CDS   | PAN  | CDU  | CH   | Votantes |
| ----------------------------- | ----- | ----- | ----- | ----- | ---- | ---- | ---- | -------- |
| Agualva                       | 46,71 | 38,57 | 4,65  | 2,71  | 0,39 | 0,58 | 0,78 | 516      |
| Biscoitos                     | 39,84 | 37,78 | 4,72  | 2,26  | 1,44 | 2,26 | 0,82 | 487      |
| Cabo da Praia                 | 37,41 | 34,69 | 8,50  | 8,50  | 1,36 | 1,36 | 1,02 | 294      |
| Fonte do Bastardo             | 42,45 | 30,99 | 7,03  | 8,07  | 1,30 | 1,04 | 0,52 | 384      |
| Fontinhas                     | 42,88 | 34,38 | 5,03  | 6,77  | 2,08 | 0    | 0,35 | 576      |
| Lajes                         | 39,90 | 31,30 | 7,15  | 4,35  | 2,28 | 1,45 | 1,24 | 965      |
| Porto Martins                 | 30,47 | 30,26 | 11,16 | 12,88 | 2,58 | 1,93 | 1,93 | 466      |
| Praia da Vitória (Santa Cruz) | 43,09 | 26,49 | 8,38  | 6,22  | 2,11 | 2,28 | 1,39 | 1 801    |
| Quatro Ribeiras               | 52,10 | 28,74 | 2,99  | 3,59  | 1,20 | 1,20 | 0,60 | 167      |
| São Brás                      | 51,73 | 23,39 | 4,05  | 3,47  | 1,16 | 2,31 | 0,87 | 346      |
| Vila Nova                     | 52,40 | 30,48 | 3,42  | 4,11  | 0,86 | 0,34 | 1,03 | 584      |
| Vila da Praia da Vitória      | 42,97 | 30,84 | 6,67  | 5,71  | 1,72 | 1,49 | 1,08 | 6 586    |

### Vila do Porto
| Partido                 | Partido                              | Votos | %               | +/-  |
| ----------------------- | ------------------------------------ | ----- | --------------- | ---- |
|                         | Partido Socialista                   | 837   | 46,37 / 100,00  | 2,32 |
|                         | Partido Social Democrata             | 450   | 24,93 / 100,00  | 6,28 |
|                         | Bloco de Esquerda                    | 184   | 10,19 / 100,00  | 0,87 |
|                         | Pessoas–Animais–Natureza             | 45    | 2,49 / 100,00   | 2,25 |
|                         | CDU - Coligação Democrática Unitária | 44    | 2,44 / 100,00   | 1,13 |
|                         | CDS – Partido Popular                | 36    | 1,99 / 100,00   | -    |
|                         | LIVRE                                | 18    | 1,00 / 100,00   | 0,57 |
|                         | Outros (com menos de 1,00%)          | 67    | 3,71 / 100,00   |      |
| Votos Inválidos         | Votos Inválidos                      | 124   | 6,87 / 100,00   | 1,06 |
| Total                   | Total                                | 1 805 | 100,00 / 100,00 |      |
| Eleitorado/Participação | Eleitorado/Participação              | 5 502 | 32,81 / 100,00  | 5,74 |

| Freguesia      | %     | %     | %     | %    | %    | %    | %    | Votantes |
| Freguesia      | PS    | PSD   | BE    | PAN  | CDU  | CDS  | L    | Votantes |
| -------------- | ----- | ----- | ----- | ---- | ---- | ---- | ---- | -------- |
| Almagreira     | 47,83 | 26,63 | 9,78  | 1,09 | 1,63 | 1,63 | 1,09 | 184      |
| Santa Bárbara  | 44,44 | 25,19 | 4,44  | 2,22 | 3,70 | 3,70 | 2,96 | 135      |
| Santo Espírito | 50,80 | 27,81 | 7,49  | 0,53 | 2,14 | 1,60 | 0,53 | 187      |
| São Pedro      | 44,03 | 19,75 | 18,93 | 2,47 | 1,23 | 2,06 | 1,23 | 243      |
| Vila do Porto  | 46,12 | 25,28 | 9,47  | 3,03 | 2,84 | 1,89 | 0,76 | 1 056    |
| Vila do Porto  | 46,37 | 24,93 | 10,19 | 2,49 | 2,44 | 1,99 | 1,00 | 1 805    |

### Vila Franca do Campo
| Partido                 | Partido                              | Votos  | %               | +/-  |
| ----------------------- | ------------------------------------ | ------ | --------------- | ---- |
|                         | Partido Socialista                   | 1 367  | 43,58 / 100,00  | 1,14 |
|                         | Partido Social Democrata             | 884    | 28,18 / 100,00  | 9,49 |
|                         | Bloco de Esquerda                    | 204    | 6,50 / 100,00   | 0,92 |
|                         | CDS – Partido Popular                | 158    | 5,04 / 100,00   | -    |
|                         | Pessoas–Animais–Natureza             | 105    | 3,35 / 100,00   | 2,52 |
|                         | CDU - Coligação Democrática Unitária | 55     | 1,75 / 100,00   | 0,14 |
|                         | CHEGA!                               | 32     | 1,02 / 100,00   | Novo |
|                         | Outros (com menos de 1,00%)          | 135    | 4,15 / 100,00   |      |
| Votos Inválidos         | Votos Inválidos                      | 197    | 6,28 / 100,00   | 1,88 |
| Total                   | Total                                | 3 137  | 100,00 / 100,00 |      |
| Eleitorado/Participação | Eleitorado/Participação              | 10 588 | 29,63 / 100,00  | 7,03 |

| Freguesia                         | %     | %     | %    | %    | %    | %    | %    | Votantes |
| Freguesia                         | PS    | PSD   | BE   | CDS  | PAN  | CDU  | CH   | Votantes |
| --------------------------------- | ----- | ----- | ---- | ---- | ---- | ---- | ---- | -------- |
| Água de Alto                      | 49,09 | 22,83 | 6,87 | 5,66 | 3,64 | 1,41 | 0,61 | 495      |
| Ponta Garça                       | 42,00 | 30,65 | 4,85 | 6,81 | 3,10 | 1,96 | 0,52 | 969      |
| Ribeira das Tainhas               | 51,61 | 17,74 | 5,24 | 5,24 | 4,84 | 1,21 | 0,81 | 248      |
| Ribeira Seca                      | 40,78 | 35,11 | 7,09 | 4,61 | 1,06 | 1,06 | 1,77 | 282      |
| Vila Franca do Campo (São Miguel) | 42,07 | 29,11 | 7,57 | 2,62 | 3,93 | 1,75 | 1,60 | 687      |
| Vila Franca do Campo (São Pedro)  | 40,57 | 28,73 | 8,33 | 4,39 | 3,29 | 2,41 | 1,32 | 456      |
| Vila Franca do Campo              | 43,58 | 28,18 | 6,50 | 5,04 | 3,35 | 1,75 | 1,02 | 3 137    |